# NGC 5346
NGC 5346 este o low-surface-brightness galaxy⁠(d) situată în constelația Câinii de Vânătoare. A fost descoperită în 18 mai 1881 de către Édouard Stephan⁠(d). Se află la o distanță de 35,81 de megaparseci de Pământ.